# Sing (chanson d'Ed Sheeran)
Pour les articles homonymes, voir Sing.
Singles de Ed Sheeran
I See Fire
(2013) Don't
(2014)
Sing est un single musical du chanteur anglais Ed Sheeran sorti en 2014. Le titre est extrait de l'album x.

## Classements hebdomadaires
| Classement (2014)                       | Meilleure position |
| --------------------------------------- | ------------------ |
| Australie (ARIA)                        | 1                  |
| Autriche (Ö3 Austria Top 40)            | 26                 |
| Belgique (Flandre Ultratop 50 Singles)  | 38                 |
| Belgique (Wallonie Ultratop 50 Singles) | 31                 |
| Canada (Hot 100)                        | 4                  |
| Tchéquie (IFPI Rádio)                   | 43                 |
| Danemark (Tracklisten)                  | 15                 |
| France (SNEP)                           | 5                  |
| Allemagne (Media Control AG)            | 7                  |
| Hongrie (Single Top 40)                 | 13                 |
| Irlande (IRMA)                          | 1                  |
| Israël (Media Forest)                   | 1                  |
| Italie (FIMI)                           | 2                  |
| Pays-Bas (Nederlandse Top 40)           | 15                 |
| Pays-Bas (Single Top 100)               | 12                 |
| Nouvelle-Zélande (RMNZ)                 | 2                  |
| Pologne (Dance Top 50)                  | 48                 |
| Écosse (OCC)                            | 1                  |
| Slovaquie (IFPI Rádio)                  | 21                 |
| Espagne (PROMUSICAE)                    | 37                 |
| Suède (Sverigetopplistan)               | 48                 |
| Suisse (Schweizer Hitparade)            | 15                 |
| Royaume-Uni (UK Singles Chart)          | 1                  |
| États-Unis (Hot 100)                    | 13                 |
| États-Unis (Adult Contemporary)         | 22                 |
| États-Unis (Adult Pop Songs)            | 4                  |
| États-Unis (Pop Airplay)                | 6                  |